# Precettoria di Barletta
La Precettoria, o Commanderia di Barletta è stata una domus templare. Questa è stata la Sede dell'Ordine nella regione Puglia.

## Sede
La sede esatta di questa Precettoria è incerta.
Alcuni studiosi erroneamente la identificano con la Chiesa di S. Maria Maddalena. Questa chiesa, adiacente alla Basilica di San Domenico, fu demolita poco dopo il 1531, dopo essere stata affidata ai Domenicani che hanno preferito ingrandire la basilica.
I Templari possedevano anche la Chiesa di San Leonardo fuori dalle mura cittadine ed una tesi pubblicata nel 2002 da Oronzo Cilli ipotizza che fu questa la sede della Precettoria, mentre l'antica chiesa di Santa Maria Maddalena (dentro le mura) era dei canonici regolari del Tempio del Signore (Templum Domini) di Gerusalemme e non dei Templari. Da allora, altri storici hanno messo in dubbio anche questa ipotesi.
Anche la chiesa di San Leonardo, che si trovava vicino all'antico porto, è stata demolita nel 1528 da Renzo da Ceri e la sua posizione esatta non è nota, sebbene nella toponomastica cittadina rimanga un vicolo San Leonardo.
Gli ospitalieri si stabilirono a Barletta, dove fondarono un priorato prima dei Templari. I teutonici, anch'essi stabilitisi, in gran parte approfittarono della confisca dei beni ospitalieri e Templari da Federico II di Svevia nel 1229. Quando vi fu il trasferimento dei beni dei Templari, la chiesa di San Leonardo passò nelle mani degli ospitalieri.

## Storia
L'ordine dei Templari sembra presente a Barletta già dal 1158, ma la sua espansione effettivamente è iniziata nel 1169 con il dono della chiesa di Santa Maria Maddalena da parte di Bertrando, Arcivescovo di Trani. Questa donazione è stata fatta nelle mani dei fratelli Templari Riccardo e Rainerio, pur essendo fra' Guglielmo il primo precettore.
Inizialmente si trattava di un ospizio per i pellegrini, tuttavia lo svolgimento nel 1196 di un capitolo testimonia la crescente importanza di questa istituzione prima della fine del XII secolo. La domus templare divenne poi la capitale (Commendatoria principale, Baillie) in terra di Bari. Nel 1200, questa domus è ufficialmente menzionata in un documento relativo alla resa della città di Canne.
L'espansione dei Templari in Puglia s'intensifica e la precettoria è diventata nel XIII secolo la capitale della provincia della Puglia e luogo di residenza dei maestri della provincia. Barletta è stata con Brindisi uno dei principali porti che hanno permesso loro di inviare risorse in Terra santa e il precettore della casa aveva principalmente il compito di gestire la consegna di questi beni, tra cui la raccolta a mano nel regno di Sicilia.
Questa precettoria ebbe numerose case annesse e comprese fino in Basilicata e Calabria. Ecco un elenco parziale:
- Una casa a Trani donata nel 1278 da Andrea Strino di Barletta.
- Una casa a Alberona e diritti di pascolo a Tora attestati nel 1282.
- La Chiesa di San Nicola a Melfi che compare in un inventario richiesto da Roberto d'Angiò nel 1308.
- La Casa del Tempio di Alibrando di Melfi e dei suoi vigneti.
- La casa del tempio a Lavello che comprendeva anche un vigneto e molte terre.
- Un vigneto a Venosa.

A seguito dei Vespri siciliani, i Templari di Barletta estesero la loro influenza nel Regno di Napoli e la loro posizione fu rafforzata dal passaggio sotto la dominazione aragonese del Regno di Sicilia.
L'arresto dei Templari a Barletta è avvenuto nel marzo del 1308 e il loro processo si è svolto a Brindisi a partire da maggio del 1310.
Presso il lapidadio presente nel castello di Barletta si possono vedere due lastre tombali appartenenti a due dignitari templari presenti a Barletta.

### Precettori
Bisogna distinguere i precettori della casa di Barletta dai maestri della provincia delle Puglie, il cui luogo di residenza è stato, almeno nel tredicesimo secolo, a Barletta.
| Precettori                              | Periodo   | Carica |
| --------------------------------------- | --------- | --- |
| frà Guglielmo                           | 1169      | Precettore di Santa Maria Maddalena                                                                                        |
| frà Piero di San Gregorio               | 1196      | Precettore di San Leonardo                                                                                                 |
| frà Giovanni Salvagio da Genova         | 1202      | Precettore di Barletta |
| frà Pietro Catalmo                      | 1256      | Precettore di Barletta |
| frà Sabino                              | 1271 ·    | Maestro di Barletta |
| Guillaume de Beaujeu                    | 1272-1273 | Maestro della provincia del Regno di Sicilia e di Puglia                                                                   |
| frà Arnoul de Ursumali, « de Wisemale » | 1274      | Precettore di Barletta?, Precettore della Baillie di Puglia?, non era il Maestro della provincia del Regno di Sicilia[N 4] |
| frà Pierre de Griffier                  | 1275      | Precettore di Barletta, originario d'Alvernia[N 5].                                                                        |
| frà Pietro di Genova                    | 1279      | Precettore di Barletta |
| frà Guglielmo de Barolo                 | 1303      | Precettore di Barletta |